# 11월 9일
11월 9일은 그레고리력으로 313번째(윤년일 경우 314번째) 날에 해당한다.

## 사건
- 312년 - 콘스탄티누스 1세가 로마의 주교 멜키아데에게 라테라노 궁전을 기증하다.
- 694년 - 히스파니아의 서고트족 왕인 에지카가 무슬림을 도왔다는 죄목으로 유대인을 비난하고 모두 노예로 삼겠다고 선포하다.
- 1282년 - 교황 마르티노 4세가 아라곤의 피터 4세를 파문하다.
- 1313년 - 신성 로마 제국 루트비히 4세가 사촌인 오스트리아의 프레데릭크 1세를 가멜스도르프 전투에서 패배시켰다.
- 1330년 - 포사다 전투(Battle of Posada)에서 왈라키아의 바사라브 1세가 헝가리 군대를 매복 공격하여 패퇴시켰다.
- 1492년 - 잉글랜드의 헨리 7세와 프랑스의 샤를 8세 사이에 에따플 평화 조약(Peace of Etaples)을 체결하다.
- 1494년 - 메디치 가문이 피렌체의 지배자가 되다.
- 1520년 - 50명의 사람들이 스톡홀름 피바다에서 유죄를 선고받고 처형되다.
- 1620년 - 청교도들이 메이플라워 호를 타고 매사추세츠주 케이프코드에 상륙했다.
- 1688년 - 명예혁명: 잉글랜드의 윌리엄 3세가 엑시터(Exeter)를 점령하다.
- 1720년 - 유다 헤-하시드(Judah he-Hasid)의 시나고그가 예루살렘에서 아슈케나짐 추방을 주장하던 아랍인 채권자들에게 불태워지다.
- 1729년 - 스페인, 프랑스와 영국이 세비야 조약에 서명하다.
- 1799년 -나폴레옹 보나파르트가 총재정부를 무너트리고 통령정부가 시작되다.
- 1862년 - 미국 남북전쟁: 북군의 앰브로스 번사이드가 해임된 조지 맥클랠란을 대신하여 포토맥군 사령관으로 취임하다.
- 1867년 - 에도 막부가 권력을 일본 천황에 뺏기고, 메이지 유신이 시작되다.
- 1872년 - 1872년 보스턴 대화재 발생.
- 1918년 - 빌헬름 2세가 독일 황제에서 퇴위하다.
- 1938년 - 독일에서 수정의 밤 사건 일어남.
- 1945년 - 캐나다 유엔 가입.
- 1963년 - 쓰루미 사고가 발생했다.
- 1980년 - 전국노래자랑이 처음으로 방송되었다.
- 1989년 - 동독, 국경 개방을 발표하다. 이로써 베를린 장벽이 무너졌고, 양 독일은 재통일로 나아가게 된다.
- 2005년 - 자살 폭탄 공격대가 요르단 암만에 호텔 3곳을 공격하여 적어도 60명 이상이 사망하다.
- 2014년 -
  - 서울특별시 강남구 개포동 구룡마을에서 불이 나 1명이 사망하였다.
  - 스페인 카탈루냐 분리독립 투표에서 80%의 찬성쪽의 득표를 보였다.
- 2016년 - 도널드 트럼프가 미국의 제45대 대통령에 당선되었다.
- 2018년 - 종로 고시원 화재가 발생했다.
- 2020년 - 나고르노카라바흐 분쟁에 대한 평화 협정이 체결되었다.

## 문화
- 324년 - 교황 성 실베스테르 1세에 의해 라테라노의 성 요한 대성전이 봉헌되다.
- 1697년 - 교황 인노첸시오 12세가 세르비 시(Cervia)를 세우다.
- 1857년 - 더 애틀랜틱(The Atlantic) 잡지가 보스턴에서 창간되다.
- 1980년 - 한국방송공사 KBS 1TV에서 전국노래자랑이 방송을 시작하였다.
- 1995년 - 마카오 국제공항 개항.
- 2005년 - 유럽 우주국의 금성 탐사선 비너스 익스프레스가 카자흐스탄 바이코누르 우주 기지에서 발사되다.
- 2019년 - 베를린 장벽 붕괴 30주년.

## 탄생
- 955년 - 고려의 제5대 국왕 경종 (~1981년)
- 1683년 - 조지 2세. (~1760년)
- 1825년 - 미국의 군인 앰브로스 파웰 힐. (~1865년)
- 1832년 - 미국의 교육자 메리 스크랜튼. (~1909년)
- 1841년 - 영국의 국왕 에드워드 7세. (~1910년)
- 1876년 - 일본의 미생물학자 노구치 히데요. (~1928년)
- 1878년 - 대한민국의 독립운동가 안창호. (~1938년)
- 1888년 - 프랑스의 경제학자, 행정가 장 모네. (~1979년)
- 1899년 - 대한민국의 아동문학가 방정환. (~1931년)
- 1907년 - 홍콩의 방송인, 영화제작자 런런 쇼. (~2014년)
- 1910년 - 대한민국의 작곡가, 교수 김성태. (~2012년)
- 1914년 - 오스트리아 출신의 미국 배우, 발명가 헤디 라마르. (~2000년)
- 1918년
  - 태권도의 무술가, 창시자 최홍희. (~2003년)
  - 미국의 정치인 스피로 애그뉴. (~1996년)
- 1934년 - 미국의 천문학자 칼 세이건. (~1996년)
- 1935년 - 미국의 야구 선수 밥 깁슨. (~2020년)
- 1936년 - 소련의 체스 선수 미하일스 탈스. (~1992년)
- 1940년 - 대한제국의 황족 출신 인물 이종. (~1966년)
- 1946년 - 대한민국의 팝 칼럼니스트, 방송인 김광한. (~2015년)
- 1947년 - 대한민국의 소설가 오정희.
- 1948년 - 브라질의 전 축구 선수, 현 축구 감독 루이스 펠리피 스콜라리.
- 1951년 - 대한민국의 사회기관, 단체인 김영윤.
- 1958년 - 미국의 영화각본가, 영화감독 찰리 코프먼.
- 1960년 - 독일의 축구 선수, 축구 감독 안드레아스 브레메. (~2024년)
- 1962년
  - 아르헨티나의 전 축구 선수, 현 축구 감독 세르히오 바티스타.
  - 일본의 정치인 세코 히로시게.
- 1963년
  - 대한민국의 바둑 기사 김성래.
  - 중화인민공화국의 전 축구 선수, 현 축구 감독 자슈취안.
- 1965년
  - 영국의 베이스바리톤 가수 브린 터펠.
  - 일본의 축구 선수 가지노 사토시.
- 1966년 - 대한민국의 정치인 여명숙.
- 1967년 - 대한민국의 연출가 최영인.
- 1969년 - 대한민국의 배우 정준호.
- 1972년
  - 일본의 성우 오기하라 히데키.
  - 일본의 성우 신도 나오미.
- 1974년
  - 이탈리아의 축구 선수 알레산드로 델 피에로.
  - 이탈리아의 배우 조반나 메초조르노.
  - 일본의 스피드스케이팅 선수 다바타 마키.
  - 대한민국의 가수 최성빈. (~2022년)
  - 대한민국의 배우 김혁.
  - 대한민국의 격투기 선수 김민수.
- 1975년 - 대한민국의 배우, 모델, 방송인 박준혁.
- 1976년
  - 대한민국의 정치인 노종용.
  - 대한민국의 배우 최민우.
  - 대한민국의 배우 이찬.
- 1978년
  - 대한민국의 배우 박현정.
  - 일본의 야구 선수 제이슨 스탠드리지.
  - 미국의 태권도 선수, 범죄자 스티븐 로페스.
- 1979년
  - 미국의 래퍼 더 게임.
  - 잉글랜드의 방송인, 사회자 캐럴라인 플랙. (~2020년)
  - 미국의 야구 선수 애덤 던.
- 1980년
  - 대한민국의 전 야구 선수 곽주섭.
  - 대한민국의 배우 겸 모델 최지호.
- 1981년
  - 대한민국의 가수 린.
  - 대한민국의 프로게이머 출신 프로게임단 코치이자, 제2대 CJ엔투스 감독 김동우.
- 1982년
  - 일본의 성우 키쿠치 코코로.
  - 대한민국의 연주가 한지윤.
- 1983년 - 대한민국의 배우 엄태구.
- 1984년
  - 대한민국의 배우 구혜선.
  - 대한민국의 가수 세븐.
- 1985년 - 대한민국의 기업인 김가람.
- 1986년 - 쿠바의 육상 선수 다이론 로블레스
- 1987년
  - 대한민국의 야구 선수 문광은.
  - 대한민국의 희극인 홍성현.
  - 미국의 괌 출신 배우, 댄서, 치어리더 브리트니 벨.
- 1988년
  - 대한민국의 전직 리그 오브 레전드 프로게이머 클라우드템플러.
  - 대한민국의 야구 선수 김헌곤.
  - 대한민국의 바둑 기사 유재호.
  - 미국의 배우, 모델 애널리 팁턴.
  - 미국의 배우 니키 블론스키.
- 1989년 - 대한민국의 모델, 배우 진아름.
- 1990년
  - 대한민국의 전 아나운서 석지연.
  - 대한민국의 종합격투기 임지우.
- 1991년
  - 대한민국의 야구 선수 문성현.
  - 대한민국의 가수 애슐리 (레이디스 코드).
- 1992년
  - 대한민국의 바둑 기사 박경근.
  - 대한민국의 레이싱 모델 한혜은.
- 1993년
  - 대한민국의 희극인 허미진.
  - 대한민국의 아나운서 유도희.
  - 대한민국의 시작장애인 유튜버 원샷한솔.
  - 일본의 가수 레오루.
- 1994년
  - 대한민국의 가수 일레인.
  - 일본의 야구 선수 지카모토 고지.
- 1995년 - 대한민국의 레슬링 선수 이승찬.
- 1996년 - 일본의 가수 모모 (트와이스).
- 1997년 - 대한민국의 유튜버 킴아연.
- 1998년 - 중국의 배우 자오루쓰.
- 1999년
  - 키르기스탄의 레슬링 선수 메림 주마나자로바.
  - 대한민국의 가수 수담.
- 2000년 - 대한민국의 인터넷 방송인 과즙세연.
- 2001년 - 대한민국의 야구 선수 김창훈.
- 2002년 - 대한민국의 가수 기현.
- 2018년 - 대한민국의 아나운서 도경완의 딸 도하영.

### 미상
- 대한민국의 가수, 드럼 강정혜. (취향상점)

## 사망
- 959년 - 동로마 제국의 황제 콘스탄티노스 7세. (909년~)
- 1630년 - 일본 센고쿠 시대의 무장 도도 다카토라. (1556년~)
- 1919년 - 프랑스의 시인 기욤 아폴리네르. (1880년~)
- 1967년 - 미국의 배우 찰스 빅퍼드. (1891년~)
- 1970년 - 프랑스의 대통령 샤를 드골. (1890년~)
- 1977년 - 대한민국의 정치인 최병길. (1920년~)
- 1987년 - 대한민국의 영화인 이재명. (1908년~)
- 1991년 - 프랑스의 배우 이브 몽탕. (1921년~)
- 2004년 - 스웨덴의 언론인, 작가 스티그 라르손. (1954년~)
- 2006년 - 대한민국의 사회학자 김대환. (1928년~)
- 2009년 - 네덜란드의 정치인 크리스 판 베인. (1922년~)
- 2015년 - 미국의 야구 선수 토미 핸슨. (1986년~)
- 2019년 - 대한민국의 신부 박홍. (1941년~)
- 2020년 - 대한민국의 군인 김창규. (1920년~)
- 2021년
  - 대한민국의 바둑 기사 유건재. (1948년~)
  - 일본의 소설가 세토우치 자쿠초. (1922년~)
- 2022년
  - 중국의 작가 바오퉁. (1932년~)
  - 대한민국의 가수 최성빈. (1974년~)
  - 브라질의 가수 가우 코스타. (1945년~)
  - 스페인의 만화가 카를로스 파체코. (1961년~)
  - 대한민국의 육상 선수, 스포츠 행정가 함기용. (1930년~)
- 2024년
  - 인도의 음악가 란 나라얀. (1927년~)
  - 일본의 레슬링선수 아라이 마사오. (1949년~)
  - 일본의 외교관 아오키 모리히사. (1938년~)
  - 대한민국의 법조인 이시윤. (1935년~)
  - 대한민국의 법조인 최영광. (1940년~)

## 기념일
- 소방의 날: 대한민국
- 무하마드 이크발 탄신일(Iqbal Day): 파키스탄
- 발명가의 날(Inventors' Day): 독일, 스위스, 오스트리아

## 같이 보기
- 전날: 11월 8일 다음날: 11월 10일 - 전달: 10월 9일 다음달: 12월 9일
- 음력: 11월 9일
- 모두 보기